# Irene Angela (nonna di Michele VIII)
Irene Comneno Angela (in greco Ειρήνη Κομνηνή Άγγελίνα?; ... – dopo il 1203) era una principessa bizantina, figlia maggiore dell'imperatore Alessio III Angelo e di Eufrosina Ducena Camatera.
Irene nacque prima dell'inizio del regno del padre Alessio III, che nel 1195 fece un colpo di Stato a scapito del fratello Isacco II Angelo e si impadronì del trono imperiale. A quel tempo, Irene era già sposata con Andronico Contostefano, che, secondo Niceta Coniata, era un lontano parente di sua madre Eufrosina.
Andronico Contostefano morì intorno al 1196, dopo essersi da poco ritirato in un monastero. Intorno al 1198, l'imperatore decise di far sposare la vedova Irene con il sebastocratore Alessio Paleologo. Alessio III, che non aveva figli, progettò con questo matrimonio di avere un erede al trono nella persona del suo nuovo genero.
A quel tempo, però, il sebastocratore era già sposato, così l'imperatore lo costrinse a divorziare dalla prima moglie. Così, nell'estate del 1199, i due si sposarono con una cerimonia molto solenne: Irene, che indossava scarpe rosse, ricevette il titolo di basilessa, mentre Alessio ricevette il titolo di despota e divenne erede al trono. Allo stesso tempo, la sorella minore di Irene, Anna, anch'essa vedova, sposò Teodoro Lascaris, fondatore dell'Impero di Nicea.
Dal matrimonio di Irene e Alessio Paleologo nacque una figlia, Teodora Angelina Paleologina, che nel 1216 sposò il Grande domestico Andronico Ducas Comneno Paleologo e divenne la madre del futuro imperatore bizantino Michele VIII Paleologo.
Irene sopravvisse anche al secondo marito, che morì nel 1203. Lei stessa terminò la sua vita in esilio lontano da Costantinopoli; l'anno esatto della sua morte è sconosciuto.

## Ascendenza
|                           |                   |                 | Genitori          |  |  | Nonni |  |  | Bisnonni          |  |  | Trisnonni      |  |
|                           |                   |                 |                   |  |  |       |  |  | Costantino Angelo |  |  | Manuele Angelo |  |
|                           |                   |                 |                   |  |  |       |  |  | Costantino Angelo |  |  | Manuele Angelo |  |
|                           |                   | …               |                   |  |  |       |  |  | Costantino Angelo |  |  |                |  |
| Andronico Ducas Angelo    |                   |                 |                   |  |  |       |  |  | Costantino Angelo |  |  |                |  |
|                           |                   | Teodora Comnena | Alessio I Comneno |  |  |       |  |  |                   |  |  |                |  |
|                           |                   | Teodora Comnena | Alessio I Comneno |  |  |       |  |  |                   |  |  |                |  |
|                           |                   | Teodora Comnena | Irene Ducaena     |  |  |       |  |  |                   |  |  |                |  |
| Alessio III Angelo        |                   | Teodora Comnena |                   |  |  |       |  |  |                   |  |  |                |  |
|                           |                   | …               | …                 |  |  |       |  |  |                   |  |  |                |  |
|                           |                   | …               | …                 |  |  |       |  |  |                   |  |  |                |  |
|                           |                   | …               | …                 |  |  |       |  |  |                   |  |  |                |  |
| Eufrosina Castamonitissa  |                   | …               |                   |  |  |       |  |  |                   |  |  |                |  |
|                           |                   | …               | …                 |  |  |       |  |  |                   |  |  |                |  |
|                           |                   | …               | …                 |  |  |       |  |  |                   |  |  |                |  |
|                           |                   | …               | …                 |  |  |       |  |  |                   |  |  |                |  |
| Irene Angela              |                   | …               |                   |  |  |       |  |  |                   |  |  |                |  |
|                           | Gregorio Camatero | …               |                   |  |  |       |  |  |                   |  |  |                |  |
|                           | Gregorio Camatero | …               |                   |  |  |       |  |  |                   |  |  |                |  |
|                           | Gregorio Camatero | …               |                   |  |  |       |  |  |                   |  |  |                |  |
| Andronico Camatero        | Gregorio Camatero |                 |                   |  |  |       |  |  |                   |  |  |                |  |
|                           |                   | Irene Ducaina   | …                 |  |  |       |  |  |                   |  |  |                |  |
|                           |                   | Irene Ducaina   | …                 |  |  |       |  |  |                   |  |  |                |  |
|                           |                   | Irene Ducaina   | …                 |  |  |       |  |  |                   |  |  |                |  |
| Eufrosina Ducena Camatera |                   | Irene Ducaina   |                   |  |  |       |  |  |                   |  |  |                |  |
|                           |                   | …               | …                 |  |  |       |  |  |                   |  |  |                |  |
|                           |                   | …               | …                 |  |  |       |  |  |                   |  |  |                |  |
|                           |                   | …               | …                 |  |  |       |  |  |                   |  |  |                |  |
| Cantacuzena               |                   | …               |                   |  |  |       |  |  |                   |  |  |                |  |
|                           |                   | …               | …                 |  |  |       |  |  |                   |  |  |                |  |
|                           |                   | …               | …                 |  |  |       |  |  |                   |  |  |                |  |
|                           |                   | …               | …                 |  |  |       |  |  |                   |  |  |                |  |
|                           |                   | …               |                   |  |  |       |  |  |                   |  |  |                |  |